# Laodamia (hija de Alcmeón)
Laodamia (en griego antiguo: Λαοδάμεια, Laodámeia, que significa "Gobernante sobre el pueblo"), a veces Laodamía, en la mitología griega, era hija de Alcmeón y esposa de Peleo. Solo es mencionada en un escolio a la Ilíada de Homero. Allí ella es la esposa de Peleo y tuvo con él a una hija, Polidora.